# Russell Rea
Russell Rea (11 décembre 1846  - 5 février 1916) est un armateur anglais de Liverpool et un homme politique du Parti libéral. Il siège à la Chambre des communes pendant deux périodes entre 1900 et 1916.

## Jeunesse et famille
Il est le troisième fils de Daniel Key Rea d'Eskdale dans le Cumberland et de sa femme Elizabeth, qui est la fille du constructeur naval de Liverpool Joseph Russell . Il fait ses études en privé.
En 1872, il épouse Jane Philip Mactaggart, la fille de Peter Mactaggart de Liverpool . Ils ont deux fils et une fille, Ada Hope Russell Rea (1870-1922). Le fils aîné, Walter (1873-1948), entre en politique et devient député pour la plupart de la période allant de 1906 à 1935, et est anobli en 1937 avec le titre héréditaire du baron Rea. Le plus jeune fils dirige la succursale de Liverpool de l'entreprise familiale .

## Carrière
Dans les années 1890, il fonde la société d'armateurs et de marchands R. et JH Rea à Liverpool. L'entreprise grandit pour avoir des succursales à Cardiff, Southampton, Bristol et Newcastle upon Tyne, et Rea est directeur principal de toute la société principale et de toutes ses filiales . Il est également vice-président du chemin de fer de Taff Vale .
Rea est le candidat libéral aux élections partielles de novembre 1897 dans la circonscription de la Bourse de Liverpool, où il perd par seulement 54 voix (1% du total) face au candidat unioniste libéral Charles McArthur .
Aux élections générales de 1900, il est élu député de Gloucester, où il est réélu en 1906 . Il est conseiller privé en 1909. Aux élections de janvier 1910, il perd son siège au profit du candidat du Parti conservateur Henry Terrell.
Cependant, il est réélu au Parlement seulement 9 mois après sa défaite, lorsqu'il remporte l'élection partielle d'octobre 1910 pour South Shields .
Rea est nommé Lords du Trésor en 1915, mais sa santé s'effondre en novembre 1915 et le 5 février 1916, il meurt d'une insuffisance cardiaque chez lui à Dorking, à l'âge de 69 ans . Ses funérailles ont lieu à St Margaret's, Westminster, et il est enterré à Golders Green .